# Composizione (linguistica)
La composizione in linguistica è il processo per cui una nuova parola si genera a partire dall'unione di due o più parole o radici. Una parola ottenuta per composizione si definisce composta. Vi sono lingue in cui i composti sono rari, altre in cui sono particolarmente frequenti (per esempio il sanscrito o il tedesco) e in cui sono diffusi anche composti con numerosi elementi.

## Meccanismi di composizione
I composti possono formarsi a partire da basi diverse, cioè da parole provenienti da diverse categorie grammaticali: tuttavia, non tutte le combinazioni teoricamente possibili sono realizzate, e non tutte sono produttive (vale a dire che i loro composti sono rari e poco usati); in generale, comunque, si può dire che la maggior parte di queste formano nuovi sostantivi, tranne in alcuni casi. Esemplifichiamo le diverse categorie (gli esempi sono tratti tutti dall'italiano):
Si creano nuovi sostantivi da:
- l'unione di due o più sostantivi (ad esempio "crocevia", "pescecane", "oto-rino-laringo-iatra");
- l'unione di due verbi (come "saliscendi", "giravolta");
- l'unione di un verbo e di un sostantivo (ad esempio "appendiabiti", "lavastoviglie");
- l'unione di un verbo e di un avverbio ("buttafuori", "cacasotto");
- l'unione di un sostantivo e di un verbo al participio presente o passato ("nullafacente", "terracotta");
- l'unione di un sostantivo e di un aggettivo ("palcoscenico", "gentiluomo");
- l'unione di un aggettivo e di un sostantivo ("biancospino") — quest'unione però, oltre a essere poco produttiva, può dar luogo anche a un nuovo aggettivo;
- l'unione di due aggettivi ("pianoforte", "nerazzurri");
- l'unione di una preposizione e di un sostantivo (esempio "sottopassaggio", "oltretomba").

Si creano nuovi aggettivi da:
- l'unione di due aggettivi (ad esempio "dolceamaro", "verdeazzurro");
- l'unione di un aggettivo e di un sostantivo (come "verde bottiglia") — tale composto forma anche nomi (vedi sopra);
- l'unione di un aggettivo e di un verbo (ad esempio "qualsiasi", "qualsivoglia").

Si creano nuovi verbi da:
- l'unione di un sostantivo e di un verbo (ad esempio "manomettere", "crocefiggere").

Si creano nuovi avverbi da:
- l'unione di due avverbi (ad esempio "malvolentieri", "sottosopra")
- l'unione di un aggettivo e di un nome (ad esempio "tuttavia"; anche tutti gli avverbi in -mente in origine erano dei composti di questo tipo).

Si creano nuove congiunzioni da:
- l'unione di una congiunzione e di un avverbio (ad esempio "sebbene", "oppure");
- l'unione di una preposizione e di un nome (ad esempio "infatti", "peraltro");
- l'unione di diversi elementi, di cui l'ultimo sia "che" ("poiché", "perché", "conciossiacosaché").

Una parola composta può essere anche formata da due parole che non vengono unite in un unico lemma, ma il cui significato è comunque diverso dal semplice accostamento dei due significati delle parole semplici. Tali composizioni possono essere costituite da:
- coppie di sostantivi, di cui il secondo assume valore aggettivale ("notizia bomba", "ragazzo modello");
- coppie di sostantivi, in origine uniti da preposizione, con caduta della stessa ("treno merci", "agenzia viaggi").

Trattasi in questi casi di strutture intermedie tra i nomi composti veri e propri e i nomi polirematici.

## Natura del composto

### Composti endocentrici
Come si vede dagli esempi precedenti, nella maggior parte dei casi il composto ha la stessa categoria grammaticale di uno dei suoi componenti: esso viene chiamato testa semantica, e i composti di questo tipo sono detti endocentrici; oltre a specificare la categoria, la testa trasmette al composto le sue proprietà, come il genere e i tratti sintattico-semantici (cioè il suo significato base e le informazioni per poter "funzionare" nell'insieme della frase).
In alcune lingue la testa del composto può essere identificata grazie alla sua posizione: in inglese, per esempio, la testa è quasi sempre a destra (come in apron string "nastro del grembiule", black-board "lavagna", overdose, rattlesnake "serpente a sonagli": sono tutti sostantivi formati rispettivamente da un sostantivo, un aggettivo, una preposizione, un verbo + un sostantivo; mentre honey-sweet "dolce come il miele" e icy cold "freddo come il ghiaccio" sono aggettivi formati rispettivamente da un sostantivo e un aggettivo + un aggettivo). In alcuni casi, però, la testa è a sinistra, come nel caso di mother-in-law o di government in exile.
In italiano la situazione è un po' più complessa, anche se in linea di massima si può dire che i composti oggi produttivi tendono ad avere la testa a sinistra (come in "pescecane" e "camposanto", dei quali intuitivamente si può dire che sono un pesce e un campo, e non il contrario); i composti più antichi, derivanti dal latino come "terremoto", hanno testa a destra, come anche i composti derivanti da un calco con l'inglese (come ad esempio "scuolabus", che appunto è un bus).

### Composti esocentrici
Non tutti i composti hanno un costituente chiaramente identificabile come "testa": composti in cui entrambi i costituenti siano sullo stesso piano, cioè privi di testa, sono detti esocentrici. In questo caso viene totalmente a mancare qualsiasi corrispondenza fra categoria e tratti della testa e categoria e tratti dell'intero composto.
Sono di questo tipo principalmente i composti formati dall'unione di verbi, come "dormiveglia", "saliscendi", oppure di verbo e sostantivo ("portalettere"), di preposizione e sostantivo ("senzatetto"), o altri (come "pellerossa").

### Composti dvandva
Bisogna però fare attenzione, perché esistono casi in cui entrambi i costituenti possono essere "testa" del composto: essi sono chiamati composti dvandva per influsso della tradizione grammaticale sanscrita, ma possono essere definiti anche "composti di coordinazione" o "composti copulativi".
Sono composti di questo tipo parole come "cassapanca" o "capomastro", entrambe formate dall'unione di due sostantivi.

## Flessione del composto
Spesso i composti presentano problemi per esempio nella formazione del plurale, cioè nella loro flessione. I casi possibili per risolvere tali dubbi sono quattro:
- flessione del primo costituente;
- flessione del secondo costituente;
- flessione di entrambi;
- composto invariabile.

Molte volte individuare la testa del composto aiuta, in quanto è essa a trasmettere all'insieme le sue proprietà e sarà quindi quella che assumerà la forma plurale: avremo quindi "i capistazione", ma "i capogiri" (infatti in questo caso la testa è a destra!).
In altri casi la flessione è una flessione per così dire "di accordo", vale a dire che si flettono entrambi i costituenti (per esempio nell'unione di un nome e un aggettivo "terreferme"), oppure è un plurale doppio perché entrambi i costituenti sono identificabili come "testa" (come nei composti dvandva del tipo "cassepanche", "capimastri").
Stabilire una regola è difficile e spesso anzi la regola non c'è: con molta approssimazione si può dire che i composti più recenti, con la testa a sinistra, flettono solo quella, come in "navi traghetto", "mobili bar"; mentre i composti più antichi si flettono a destra, come in "camposanti", "mezzogiorni", "guardasigilli": questo perché nel corso del tempo il composto tende a cristallizzarsi, a perdere trasparenza, vale a dire che non viene più percepito come tale e quindi viene flesso come una parola normale.
Da notare invece che la maggior parte dei composti esocentrici, cioè senza testa, tende a rimanere invariabile, come gli esempi citati nella sezione precedente (o anche "andirivieni", "tritacarne", "voltafaccia", "purosangue" ecc.).

## Regole di riaggiustamento
Un processo presente sia nella composizione che nella derivazione è una sorta di "riaggiustamento" fonetico dovuto al giustapporsi di vocali nell'unione di due parole: viene così cancellata la vocale della prima parola, per esempio in "lungarno" da "lungo+Arno", o in "sottesposto" da "sotto+esposto" (ma in quest'ultimo caso si trova anche la forma completa).
Un'altra regola di questo tipo è quella che "riaggiusta" la vocale finale del primo costituente nei composti neoclassici (vedi sotto), dove nelle forme di origine greca la vocale viene trasformata in [o], mentre nelle forme di origine latina la vocale finale diventa [i].

## Altri tipi di composti
Le lingue del mondo presentano molti tipi di composti, che si possono esemplificare come segue:

### Composti neoclassici
I composti neoclassici sono formati dall'unione di forme greco-latine non più esistenti, che spesso vengono dette confissi, oppure dall'unione di una forma libera e di un prefissoide o di un suffissoide (spesso anch'essi di origine greca o latina): queste unioni sono molto produttive in tutte le lingue europee, cioè continuano ancor oggi a generare neologismi.
Esempi di questo tipo sono tutte le parole formate con l'unione di una forma libera (cioè di una parola qualunque) e di suffissoidi come "-logo", "-logia" o "-filo", "-filia"; altri esempi sono le parole derivanti da forme greche come "ippodromo", "antropofago", o latine come "lacrimogeno", "calorifero", "callifugo". Nella maggior parte dei casi questi composti vengono interpretati come parole semplici e flesse come tali (vale a dire che il plurale si forma solo sul secondo costituente).

### Composti troncati
I composti troncati si formano con l'unione di segmenti di parole: sono molto comuni per esempio in russo composti per troncamento o del primo costituente o di entrambi, come zar-plata "salario" dalle parole zarabotnaja "guadagnato" e plata "pagamento".
Parole di questo tipo sono le cosiddette parole macedonia come motel da motor e hotel, che si possono trovare anche in italiano per esempio in "confcommercio" e "confindustria".

### Composti reduplicati
I composti reduplicati sono costituiti dalla stessa parola ripetuta, con significato intensivo o iterativo. Sono molto presenti in tamil, ma anche in spagnolo, e occasionalmente si trovano anche in italiano.
Dalla prima lingua è tratto l'esempio vantu-vantu, vale a dire "venire più volte", mentre spagnole sono le forme picapica, letteralmente "punge-punge" (è il nome di una pianta irritante), o correcorre "corsa precipitosa", bullebulle "ficcanaso".
In italiano si possono trovare parole come "leccalecca", "fuggi-fuggi" e "pigiapigia".

### Composti incorporanti
I composti incorporanti derivano dall'unione di un verbo e di un sintagma nominale (cioè di un gruppo di parole con valore nominale, che potrebbe essere sostituito da un unico sostantivo): si forma così un nuovo verbo il cui primo costituente è il sintagma nominale, in origine complemento oggetto del verbo semplice.
Un esempio di questo tipo è il seguente, tratto dal nahuatl, una lingua azteca del Messico: da ni-c-qua in nacatl, cioè "io mangio la carne", si è formato ni-naca-qua, letteralmente "io carne-mangio", nuovo verbo che in italiano corrisponderebbe pressappoco a "carnemangiare".
Esempi di tali composti si possono trovare anche in inglese, come per esempio nelle formazioni to babysit, cioè "fare la babysitter", o to horseride, "andare a cavallo".
Più in generale si riconoscono i composti giustapposti, costituiti da elementi lessicali accostati in sequenza lungo la catena sintagmatica.

### Composti sintagmatici
I composti sintagmatici sono chiamati così perché la loro origine sembra essere più di natura sintattica che morfologica: essi sono molto produttivi sia in inglese che in afrikaans.
Dalla prima lingua sono tratti esempi quali a pipe-and-slipper husband "un marito pipa e pantofole", an ate-too-much headache "un mal di testa per aver mangiato troppo", a floor-of-a-birdcage taste "un sapore da pavimento di gabbia degli uccelli" (i trattini sono stati aggiunti per chiarezza): come si nota, corrispondenti costruzioni italiane non possono essere considerate composti perché al loro interno è sempre possibile introdurre altro materiale lessicale (ad esempio "un marito tutto pipa e pantofole" o "un marito casa, pipa e pantofole").
Tratto dall'afrikaans è invece l'esempio lach of ik schiet humor, cioè "un umorismo da ridi o sparo".